# Philogenia ferox
Philogenia ferox là loài chuồn chuồn trong họ Megapodagrionidae. Loài này được Rácenis mô tả khoa học đầu tiên năm 1959.